# HD 82327
HD 82327，又名BD+74 402，SAO 6900、HR 3774，是一颗恒星，视星等为6.46，位于銀經137.63，銀緯36.68，其B1900.0坐标为赤經9h 26m 7.6s，赤緯+74° 36.68′ 47″。